# Pauliström
Pauliström is een plaats in de gemeente Vetlanda in het landschap Småland en de provincie Jönköpings län in Zweden. De plaats heeft 257 inwoners (2005) en een oppervlakte van 63 hectare.

## Industrie
In 1726 werd op initiatief van de majoor Wilhelm Maurits Pauli een fabriek opgericht voor ijzerwerken. In 1927 kwam deze fabriek in handen van de agronomist Hugo Drangel, die met de toevoeging van een cellulosewattenmachine de molen omvormde tot een papierfabriek.  Zijn dochter Lil Karhola Wettergren zou de papierfabriek verder gebruiken om er vanaf 1944 papieren wegwerpluiers te produceren, een wereldprimeur.  
Vandaag is de papierfabriek nog steeds actief, ze is nu een onderdeel van Metsä Tissue.